# Fußballländerspiel Färöer – Österreich 1990
Das Fußballländerspiel Färöer gegen Österreich 1990 fand am 12. September 1990 im Zuge der Qualifikation zur EM 1992 zwischen den Herren-Nationalmannschaften beider Länder im schwedischen Landskrona statt. Es war das erste Pflichtspiel der Färöischen Fußballnationalmannschaft, die das Spiel sensationell mit 1:0 für sich entscheiden konnte.
Der Torschütze Torkil Nielsen und der Torwart Jens Martin Knudsen galten als die herausragenden Spieler auf Seiten der Färöer. Der ÖFB hingegen verfehlte in der Folge die EM-Qualifikation. Teamchef Josef Hickersberger erklärte am nächsten Tag seinen Rücktritt.

## Vorgeschichte
Die Färöer waren seit 1988 Mitglied der FIFA und seit 1990 der UEFA. Das Spiel gegen Österreich war Teil der Qualifikation zur EM 1992 und damit das erste Pflichtspiel Färöers. Zuvor wurden nur vier Freundschaftsspiele, je zwei gegen Island und Kanada, bestritten.
Den Angaben des damaligen Präsidenten des Fußballverbandes der Färöer (FSF) Torleif Sigurðsson zufolge waren die färöischen Fußballvereine zunächst aus finanziellen und sportlichen Gründen gegen eine Teilnahme. Experten im Ausland betonten, dass eine Teilnahme wichtig sei, zumal in der damaligen politischen Situation vorhersehbar war, dass neue osteuropäische Nationalmannschaften entstehen würden, und dass eine Teilnahme der Färöer für diese ein Präzedenzfall wäre, um in die UEFA und FIFA aufgenommen zu werden. Hinzu kam das große Interesse der Spieler der färöischen Nationalmannschaft. Die finanziellen Fragen wurden durch Sponsoren gelöst, so wurde in Zeiten der großen Wirtschaftskrise auf den Färöern die öffentliche Hand nicht belastet. Auch Nationaltrainer Páll Guðlaugsson sagte:

„Wenn wir die Chance jetzt nicht ergriffen hätten, ja, dann wäre sie vielleicht nie wiedergekommen … Wenn der Mann auf der Straße abstimmen dürfte, würden wir wohl kaum jemals irgendwas erreichen.“

Nachdem FSF-Präsident Sigurðsson ein auf Anregung der Initiative „Altonaer Freiheit“ ergangenes Angebot des Bezirksamtes Hamburg-Altona abgelehnt hatte, die Heimspiele angesichts der gemeinsamen dänischen Geschichte im Volksparkstadion oder auf der Adolf-Jäger-Kampfbahn auszutragen, fand das Spiel in Schweden statt, da es auf den Färöern damals nur Kunstrasenplätze gab.
Allgemein wurde ein hoher österreichischer Sieg erwartet. Toni Polster sprach vor dem Spiel von einem 10:0-Sieg, und auch die Färinger rechneten mit einer vernichtenden Niederlage. Ein 0:5 wäre nach Auffassung von Jens Martin Knudsen ein „blendendes Ergebnis“ gewesen.

## Das Spiel

### Aufstellungen
| Färöer                                                               | Färöer | Österreich | Österreich |
| -------------------------------------------------------------------- | --- | --- | ---------- |
| Färöer                                                               | \| EM-Qualifikationsspiel \| \| 12. September 1990 um 19:00 Uhr (MESZ) in Landskrona (Landskrona IP) \| \| Ergebnis: 1:0 (0:0) \| \| Zuschauer: 1230 \| \| Schiedsrichter: Egil Nervik ( Norwegen) \|             | \| EM-Qualifikationsspiel \| \| 12. September 1990 um 19:00 Uhr (MESZ) in Landskrona (Landskrona IP) \| \| Ergebnis: 1:0 (0:0) \| \| Zuschauer: 1230 \| \| Schiedsrichter: Egil Nervik ( Norwegen) \|                                                      | Österreich |
| Färöer                                                               | Jens Martin Knudsen – Julian Hansen, Mikkjal Danielsen, Jóannes Jakobsen , Tummas Eli Hansen – Allan Mørkøre, Ábraham Hansen, Kári Reynheim, Jan Dam, Torkil Nielsen – Kurt Mørkøre Cheftrainer: Páll Guðlaugsson | Michael Konsel – Robert Pecl, Michael Streiter, Jürgen Hartmann – Kurt Russ, Heinz Peischl, Manfred Linzmaier, Andreas Herzog (62. Peter Pacult) – Gerhard Rodax, Toni Polster , Andreas Reisinger (62. Gerald Willfurth) Cheftrainer: Josef Hickersberger | Österreich |
| Färöer                                                               | 1:0 Torkil Nielsen (62.) | | Österreich |
| Färöer                                                               | Allan Mørkøre | Michael Streiter | Österreich |
| EM-Qualifikationsspiel                                               | | |            |
| 12. September 1990 um 19:00 Uhr (MESZ) in Landskrona (Landskrona IP) | | |            |
| Ergebnis: 1:0 (0:0)                                                  | | |            |
| Zuschauer: 1230                                                      | | |            |
| Schiedsrichter: Egil Nervik ( Norwegen)                              | | |            |

Die färöischen Spieler waren mit Ausnahme von Mannschaftskapitän Jóannes Jakobsen, der Trainer seines Vereins VB Vágur war, Amateure, während die österreichischen Profis im selben Jahr an der WM in Italien teilgenommen hatten.

### Verlauf des Spiels
Im Stadion von Landskrona (max. 12–14.000 Zuschauer) waren 1265 Zuschauer, davon rund 50 Färinger, darunter viele mit Wohnsitz in Dänemark. Etwa 100 Journalisten waren anwesend. Das Spiel wurde im ORF live übertragen und Eurosport hatte die Senderechte für eine spätere Ausstrahlung. Es war das Ereignis mit der bislang größten internationalen Aufmerksamkeit für die Färöer.
Kurz vor Anpfiff des Spiels war die Übertragungsleitung des färöischen Radios (Útvarp Føroya) zusammengebrochen. Die beiden färöischen Fußballreporter Jógvan Arge und sein Bruder Magni Arge berichteten während der ersten Halbzeit telefonisch.
Zur Pause stand es 0:0. In der 62. Minute fiel der entscheidende Treffer durch Torkil Nielsen, der drei Abwehrspieler umspielte und den Ball aus etwa 16 Metern Entfernung mit dem linken Fuß hart und flach mitten ins Tor schoss.

## Reaktionen auf den Färöern
Die Siegermannschaft wurde bei ihrer Ankunft aus Landskrona von etwa 20.000 Menschen begrüßt, etwa der Hälfte der Bevölkerung. Der Mannschaft wurde nach Angaben von Jens Martin Knudsen erst dann bewusst, was sie geleistet hatte.
Die Spieler, insbesondere Knudsen und Nielsen, gelten seitdem als Nationalhelden.  
Nicht zuletzt gibt es eine Hymne auf das Spiel, das Lied Reytt og blátt og hvítt („Rot und blau und weiß“ in Anlehnung an die färöischen Landesfarben). Es fängt mit den spöttischen Worten an „Die Färöer gaben Österreich einen Walzer, den hörte man von Wien bis Mikladalur…“ Im Refrain heißt es:
Merkið reytt og blátt og hvítt,
veittrar frítt um heimin vítt.
Fjøllini, fólkini stolt standa rætt,
Dávid her feldi Goliat.
Dávid her feldi Goliat.
Koyrið á…
Koyr á Føroyar…
Zu Deutsch in etwa:
Die Flagge rot und blau und weiß,
weht frei um die weite Welt.
Die Berge und das Volk stolz stehen sie da,
David stürzte Goliath.
David stürzte Goliath.
Vorwärts…
Vorwärts Färöer…

## Weiterer Verlauf der Qualifikation
Das Spiel blieb der einzige Sieg der färöischen Elf in der Qualifikationsrunde. Am 10. Oktober 1990 verlor sie 1:4 gegen Dänemark. Beim darauffolgenden Spiel am 1. Mai 1991 gegen Nordirland in Belfast gelang ein 1:1 durch Kári Reynheim in der 62. Minute. Am 16. Mai wurde 0:7 gegen Jugoslawien verloren. Das Rückspiel gegen Österreich am 22. Mai 1991 in Salzburg ging 3:0 (2:0) für Österreich aus, es war für Österreich der einzige Sieg in der Qualifikation. Für die Färöer folgten noch ein 0:5 gegen Nordirland (11. September), ein 0:4 gegen Dänemark (25. September) und ein 0:2 gegen Jugoslawien (16. Oktober). Österreich beendete die Qualifikation punktgleich mit den Färöer, wurde aber durch die bessere Tordifferenz Vorletzter, während die Färöer den letzten Platz belegten. Die eigentlich für die EM qualifizierte jugoslawische Mannschaft wurde aufgrund der Jugoslawienkriege kurz vor dem Turnier ausgeschlossen und stattdessen nahmen die Dänen teil, die überraschend erstmals Europameister wurden.

## Weitere Begegnungen
In der WM-Qualifikation 2010 spielten Färöer und Österreich wieder gegeneinander, diesmal in Tórshavn (11. Oktober 2008). Wieder konnte Österreich nicht gewinnen, das Spiel endete 1:1. Das Rückspiel am 5. September 2009 endete 1:3 (0:2) aus Sicht der Färinger.
Fast zwanzig Jahre nach der österreichischen 0:1-Niederlage wiederholte sich ähnliches auch auf Vereinsebene. Im Rückspiel der zweiten Qualifikationsrunde der UEFA Champions League unterlag der FC Red Bull Salzburg am 20. Juli 2010 HB Tórshavn im Gundadalur-Stadion in Tórshavn vor 223 Zuschauern ebenfalls mit 0:1. Allerdings kam Salzburg trotzdem weiter, da man das Hinspiel bereits 5:0 gewonnen hatte.